# Akodon oenos
El ratón de los viñedos o ratón del vino (Akodon oenos) es una especie de roedor de pequeño tamaño del género Akodon de la familia Cricetidae. Este akodontino es pobremente conocido y su estatus taxonómico está en discusión. Habita en el centro-oeste del Cono Sur de Sudamérica.

## Características
Akodon oenos es diagnosticable por variables morfométricas y morfológicas. Entre los caracteres que la diferencian se encuentran la coloración general fuertemente rojiza del pelaje, un cráneo de mayor robustez, un hocico ancho, muescas cigomáticas profundas y anchas, un mayor desarrollo de las crestas lambdoide y temporal y un mayor tamaño respecto de A. spegazzinii en casi todas las medidas morfométricas, las que mediante análisis discriminantes permiten clasificar correctamente el 100 % de los casos. Su peso es de 24,8 g.

## Costumbres
Akodon oenos es un roedor nocturno, de hábitos cursoriales y cuadrúpedos. Su régimen trófico es clasificado como omnívoro con una tendencia a ser insectívoro.

## Taxonomía
Esta especie fue descrita originalmente en 2000 por los mastozoólogos estadounidenses Janet K. Braun y Michael A. Mares junto con el argentino Ricardo Alberto Ojeda.
Localidad tipo
La localidad tipo referida es: “La Pega (32°48′S 68°40′W), departamento Lavalle, provincia de Mendoza, Argentina”.
Se encuentra al nordeste de la ciudad de Mendoza. La otra localidad donde fueron capturados ejemplares de la serie empleada para la descripción es "Puesto de Lima" (32°54′S 69°01′W), paraje que contiene una pequeña casa de un cuidador de ganado cerca de Colonia Papagayos. 
Etimología
Etimológicamente el epíteto específico oenos deriva de una palabra del idioma griego, en donde significa 'vino', en relación con el aprovechamiento agrícola del área tipo, ya que La Pega (la terra typica) era un viejo viñedo.

### Historia taxonómica y relaciones filogenéticas
La descripción de Akodon oenos se realizó sobre una serie de ejemplares de dos localidades mendocinas que habían sido colectados por Julio Rafael Contreras y María I. Rossi y etiquetados como ‘‘Akodon minoprioi nueva especie’’, pero nunca el taxón recibió una descripción formal, por cual pasó a ser considerado como un nomen nudum. Los descriptores de A. oenos compararon el lote topotípico de este con ejemplares de A. molinae, relacionándola de manera provisoria con el grupo de especies “Akodon varius”. 
En el año 2003, Pardiñas, Teta, Cirignoli y D. H. Podestá lo consideraron una buena especie, sin embargo en el año 2011, Pardiñas, Teta, D’ Elía y Gabriela Díaz lo consideraron un sinónimo más moderno de A. spegazzinii Thomas, 1897 (con localidad tipo en Cachi Abajo, provincia de Salta, Argentina).
En el año 2014, un equipo integrado por J. P.Jayat, P. E. Ortiz, A. Ojeda, A. Novillo y R. Ojeda realizó análisis morfométricos y morfológicos (estudios de componentes principales y análisis discriminantes observando 11 variables morfométricas del cráneo), sobre 359 especímenes del género en los cuales se encontraban la serie topotípica completa de Akodon oenos e individuos de  A. spegazzinii provenientes de Mendoza más otros correspondientes a todas las formas nominales que fueron sinonimizadas bajo ese nombre (A. alterus, A. leucolimnaeus y A. tucumanensis). El resultado arrojó que A. oenos constituye una forma nominal morfológicamente diferente de las restantes formas que habitan la región occidental y noroccidental de la Argentina. Recomendaron que se realicen análisis moleculares de ejemplares que sean capturados en el área de la localidad típica de A. oenos, es decir, en la zona de La Pega y/o alrededores.
Akodon oenos es aliada al grupo de especies “Akodon boliviensis”, integrado por Akodon boliviensis, A. caenosus (= A. aliquantulus), A. polopi, A. sylvanus y A. spegazzinii. Este conjunto incluye formas de cuerpo pequeño y morfológicamente similares que habitan en pastizales altiplánicos y en el ecotono pastizal / bosque de la vertiente oriental de los Andes, desde el centro del Perú hasta el centro de la Argentina, encontrando este grupo su mayor diversidad de especies (4) en el noroeste de ese último país.
Dentro del grupo “A. boliviensis” es morfológicamente más parecido a A. polopi que a A. spegazzinii.

## Distribución geográfica y hábitat
Este roedor es endémico del centro-sur y centro-norte de la provincia de Mendoza, en la región centro-oeste de la Argentina, viviendo en valles, llanuras y sierras áridas y semiáridas en altitudes entre los 600 y 1200 m s. n. m., tanto en el pedemonte oriental de los Andes como en sectores de algo más elevación.
Habita en ambientes áridos de la puna en el norte, del desierto del monte en el centro y de la estepa patagónica en el sur, en la región volcánica de la Payunia.
Parte de su geonemia ha sido fuertemente intervenida antrópicamente mediante la reconversión de los arbustales primigenios a cultivos de regadío, en especial de vid y de olivos.
Fue registrado en el sitio arqueológico Agua de La Mula (34°51′S 68°21′W), con una antigüedad de alrededor de 1600 años 14C AP.

## Conservación
Según la organización internacional dedicada a la conservación de los recursos naturales Unión Internacional para la Conservación de la Naturaleza (IUCN), al haber muy poca información sobre su distribución, población total y sus requisitos ecológicos, la clasificó como una especie con: “Datos insuficientes” en su obra: Lista Roja de Especies Amenazadas.